# La Nuit des maléfices
Pour plus de détails, voir Fiche technique et Distribution.
La Nuit des maléfices (The Blood on Satan's Claw) est un film d'horreur britannique coécrit et réalisé par Piers Haggard, sorti en 1971. 

## Synopsis
Dans un petit village d'Angleterre, au XVIIIe siècle. Un jeune homme, Ralph Gower, affirme avoir vu la marque du Diable, symbolisée par un crâne humain déformé recouvert d'une étrange fourrure, dans un champ qu'il labourait mais le juge du comté, un cartésien, n'y prête pas attention car les restes du cadavre ont disparu. Mais, rapidement, des événements anormaux se produisent dans la bourgade. Des jeunes filles se retrouvent couvertes de morceaux de peau brune poilue et les villageois sombrent dans la démence en se mutilant ou en commettant des meurtres. Une adolescente pieuse, Angel Blake, semble être à la solde de Satan et se livre à des sabbats et des orgies sataniques en ramenant à sa cause la grande majorité des enfants et adolescents du village. Face à ce chaos, le juge comprend qu'il faudra abattre une bête démoniaque responsable de cette folie pour arrêter ce cauchemar.

## Fiche technique
- Titre original : The Blood on Satan's Claw
- Titre français : La Nuit des maléfices
- Réalisation : Piers Haggard
- Scénario : Malcolm B. Heyworth et Peter L. Andrews
- Montage : Richard Best
- Musique : Marc Wilkinson
- Photographie : Dick Bush
- Production : Malcolm B. Heyworth et Peter L. Andrews
- Société de production : Tigon British Film Productions et Chilton Film and Television Enterprises
- Société de distribution : Tigon Pictures
- Pays d'origine :  Royaume-Uni
- Langue originale : anglais
- Format : couleur
- Genre : horreur, folk horror[2]
- Durée : 93 minutes
- Dates de sortie :
  -  États-Unis : 16 avril 1971
  -  France : 18 juillet 1972

## Distribution
- Patrick Wymark : le juge
- Linda Hayden : Angel Blake
- Barry Andrews : Ralph Gower
- Michele Dotrice : Margaret
- Wendy Padbury : Cathy Vespers
- Anthony Ainley : révérend Fallowfield
- Charlotte Mitchell : Ellen
- Tamara Ustinov : Rosalind Barton
- Simon Williams : Peter Edmonton
- James Hayter : Squire Middleton
- Howard Goorney : le docteur
- Avice Landone : Isobel Banham
- Robin Davies : Mark Vespers
- Godfrey James : le père d'Angel